# Adolf Müller-Emmert
Adolf Müller-Emmert (* 1. März 1922 in Ludwigshafen am Rhein; † 2. Juli 2011 in Neuhemsbach) war ein deutscher Jurist und Politiker der SPD.

## Leben
Müller-Emmert wurde als Sohn eines Oberrottenmeisters der Deutschen Reichsbahn geboren. Nach dem Besuch der Volksschule und dem Abitur 1940 am Realgymnasium in Ludwigshafen am Rhein war er zunächst als Hafen- und Laborarbeiter tätig. Von 1941 bis 1945 nahm er als Soldat der Luftwaffe am Zweiten Weltkrieg teil. Während des Krieges wurde er zunächst als Bordfunker und Blindfluglehrer, später dann als Kampf- und Sturzkampfflieger eingesetzt. 1944 wurde er hinter den sowjetischen Linien abgeschossen. Daraufhin wechselte er die Truppengattung und diente im Frühjahr 1945 bei der Infanterie.
Müller-Emmert wurde 1945 als Rottenarbeiter bei der Deutschen Reichsbahn beschäftigt. Ein Jahr später nahm er ein Studium der Rechtswissenschaft an der Ruprecht-Karls-Universität Heidelberg auf, das er 1948 mit dem ersten juristischen Staatsexamen sowie nach Ableistung des Gerichtsreferendariates 1951 mit dem zweiten juristischen Staatsexamen in Mainz beendete. Anschließend trat er als Gerichtsassessor in den höheren Justizdienst des Landes Rheinland-Pfalz ein. In der Folgezeit wirkte er als Richter, Staatsanwalt und Oberstaatsanwalt. Von 1952 bis 1961 war er bei der Staatsanwaltschaft in Kaiserslautern und danach beim Oberlandesgericht Zweibrücken tätig. 1954 promovierte er an der Universität Heidelberg zum Dr. jur. utr. Ab 1983 praktizierte er als Rechtsanwalt in Kaiserslautern.
Müller-Emmert trat 1956 in die SPD ein. Er war von 1960 bis 1985 Vorsitzender des SPD-Unterbezirkes Kaiserslautern und von 1970 bis 1980 stellvertretender Vorsitzender des SPD-Bezirkes Pfalz.
Müller-Emmert war von 1960 bis 1964 Ratsmitglied der Stadt Kaiserslautern und Mitglied des Bezirksverbandes Pfalz. Dem Deutschen Bundestag gehörte er seit der Bundestagswahl 1961 bis 1987 an. Im Parlament vertrat er den Wahlkreis Kaiserslautern. Von 1963 bis 1969 war er zunächst stellvertretender Vorsitzender, von 1969 bis 1976 dann Vorsitzender des Sonderausschusses für die Große Strafrechtsreform. Auf Müller-Ermerts Initiative geht die Einrichtung einer parlamentarischen Fußballmannschaft zurück, die sich heute FC Bundestag nennt.

## Ehrungen
- 1977: Großes Bundesverdienstkreuz
- 1986: Großes Verdienstkreuz mit Stern der Bundesrepublik Deutschland

## Schriften
- Die Unbrauchbarmachung im Strafgesetzbuch. o. O., 1953 (Heidelberg, Jur. F., Diss. v. 5. April 1954).
- Bryan Magee: Einer von Zwanzig. Eine Untersuchung der Homosexualität bei Mann und Frau. [Dt. von Siglinde Summerer u. Gerda Kurz.] Eingel. von Adolf Müller-Emmert [u. a.], Limes-Verl., Wiesbaden 1967.